# The Big White
The Big White è un film del 2005 diretto da Mark Mylod.

## Trama
(Tagline del film)
Paul Barnell è un agente di viaggi che vive ad Anchorage, in Alaska. Possiede un'agenzia di viaggi che è sull'orlo della bancarotta ed è pieno di debiti. Sua moglie Margaret è afflitta dalla sindrome di Tourette che la rende imprevedibile, manifestandosi con tic e attacchi di verbalità volgare. Paul decide che per procurarsi il denaro che risolverebbe tutti i suoi problemi potrebbe provare ad incassare una polizza assicurativa di un milione di dollari a lui intestata sulla vita del fratello Raymond, ormai scomparso nel nulla da 5 anni. Il problema è che per la compagnia di assicurazione la polizza non è eseguibile senza la presenza di un corpo. Per puro caso, un giorno Paul assiste incredulo ad una situazione alquanto bizzarra. Due malviventi non molto furbi decidono di sbarazzarsi del corpo di un uomo gettandolo momentaneamente nel cassonetto che si trova proprio nei paraggi della sua agenzia. Il piano dei due è quello di recuperarlo a tarda notte. Li precede Paul, che vede in quel colpo di fortuna un escamotage per poter aggirare la compagnia di assicurazione, presentando le prove della morte di suo fratello. Decide quindi di recuperare il cadavere e di portarlo a casa, deponendolo momentaneamente nel frigorifero del garage. Comincia così a dire in giro che Raymond è tornato e si spaccia per lui, rendendosi irriconoscibile, spalando la neve di una signora del vicinato, richiedendo a nome del fratello una nuova carta di credito e girando con i suoi vestiti addosso per il paese. Poi, una notte, decide di prelevare il cadavere e di gettarlo giù da una scarpata, per simulare una caduta. Raggiunto il corpo, lo cosparge di fette di prosciutto per attirare i lupi che, durante la notte, ne faranno scempio, rendendo così irriconoscibili i resti. All'arrivo della polizia, Paul dice allo sceriffo di riconoscere in quel corpo quello del fratello Raymond, grazie ai vestiti che indossa. Inoltra così la sua richiesta di assicurazione ma come perito, gli viene assegnato il cinico e perfezionista Ted Watters, che comincia a perseguitarlo sia a casa che al lavoro, cercando di mettergli i bastoni tra le ruote e dicendogli che la polizza non potrà essere incassata perché il tempo trascorso della morte del fratello, non è sufficiente rispetto alla clausola sottoscritta. Intanto Raymond viene a sapere della sua presunta morte da un giornale e si precipita immediatamente da Paul per chiedere spiegazioni. I due discutono sulla faccenda e Raymond, che ha sempre avuto un ascendente violento sul fratello più debole, decide di stare al gioco per poter poi incassare anche lui una parte del bottino. Contemporaneamente, i due malviventi reclamano indietro il corpo che avevano gettato nel cassonetto e costringono Paul a restituire loro il cadavere, introducendosi in casa sua e sequestrandone la moglie Margaret. Appena riescono a sapere della truffa, anche loro decidono di volerne una parte. Ted non riesce a fermare il pagamento e alla fine viene eseguita a favore di Paul.

## Personaggi
Considerata una commedia nera, questa pellicola è composta da un cast che dà vita ad un gruppo di personaggi surreali e stravaganti.
- Paul Barnell: è il proprietario di un'agenzia di viaggi, affannato e ricoperto di debiti. Cerca in tutti i modi di poter guadagnare soldi presto, per poter portare sua moglie in crociera, convinto che questo viaggio possa aiutarla a guarire dalla patologia che la affligge.
- Margaret Barnell: è la moglie di Paul, affetta dalla sindrome di Tourette che la rende a volte sboccata e volgare, spiazzando in più di un'occasione il marito con i suoi discorsi senza senso. Alterna picchi di felicità o depressione, rendendo la vita di Paul assolutamente imprevedibile. Molto sensibile, passa le sue giornate in casa in pigiama, in compagnia del suo cagnolino di razza yorkshire.
- Ted Watters: è un perito assicurativo, chiamato a verificare che la polizza di assicurazione di cui Paul è il beneficiario, non abbia problemi ad essere incassata. Scrupoloso e perfezionista, cerca in tutti i modi di non far incassare la polizza, perseguitando Paul, per poter ottenere una promozione e andarsene dall'Alaska, luogo in cui vive con la sua ragazza.
- Tiffany: è la ragazza di Ted, che si guadagna da vivere facendo la cartomante telefonica. Frivola e frizzante, non sembrerebbe il tipo adatto al cinico perito.
- Raymond Barnell: è il fratello di Paul. Scomparso da cinque anni, ricompare improvvisamente, dopo aver letto sul giornale la notizia della sua presunta morte, mettendo a repentaglio il piano di Paul di incassare la polizza assicurativa a suo nome.
- Gary e Jimbo: sono i due delinquenti omosessuali che gettano un corpo in un cassonetto, convinti di disfarsene momentaneamente. Rapiscono Margaret per convincere Paul a restituirglielo.

## Produzione
Il film è stato girato a Winnipeg (Canada), Yukon, Alaska, e Nuova Zelanda.
Il regista del film Mark Mylod, fece il suo debutto nel mondo del cinema dirigendo nel 2002 Sacha Baron Cohen in Ali G. Dal 1994 dirige varie serie televisive statunitensi e britanniche, molte per la BBC. Inoltre, è il regista e co-produttore della serie televisiva Entourage, mandata in onda dalla HBO.
La sceneggiatura del film è del canadese Collin Friesen, scrittore quasi sconosciuto che ha sceneggiato anche il primo ed il quarto episodio dello spin-off della serie televisiva X-files, The Lone Gunmen, intitolati Pilot e Like Water for Octane del 2001, mai trasmessi in Italia.

## Colonna sonora
La colonna sonora del film viene scritta da Mark Mothersbaugh dei Devo, compositore di altre colonne sonore di film come I Tenenbaum del 2001, Welcome to Collinwood del 2003, Cani dell'altro mondo del 2003, Thirteen - 13 anni del 2004,  Le avventure acquatiche di Steve Zissou del 2005 e Lords of Dogtown del 2005. 
La canzone finale è Getting Away With It (All Messed Up) dei James.

## Edizioni home video
Il DVD del film è disponibile dal 2006, prodotto e distribuito dalla Medusa Home Entertainment ed composto da vari contenuti extra tra i quali:
- Uno speciale sulla pellicola con il dietro le quinte,
- Making of,
- Trailer.

## Citazioni e riferimenti
L'opera è un chiaro omaggio alla pellicola pluripremiata Fargo del 1996 dei fratelli Coen. Anche per quanto riguarda l'ambientazione, dove la neve ne caratterizza la fotografia, rendendo questa storia ancora più surreale.